# Oncopsis discrepans
Oncopsis discrepans är en insektsart som beskrevs av Anufriev 1967. Oncopsis discrepans ingår i släktet Oncopsis och familjen dvärgstritar. Inga underarter finns listade i Catalogue of Life.